# تصوير القلب بالرنين المغناطيسي
تصوير القلب بالرنين المغناطيسي هو تقنية تصوير طبية غير غازية (لا تدخل للجسم) لتقييم وظيفة وهيكل الجهاز القلبي الوعائي. وهذه التقنية مشتقة من ومستندة إلى نفس المبادئ الأساسية للتصوير بالرنين المغناطيسي ولكن مع التعديل من أجل الاستخدام في نظام القلب والأوعية الدموية.

## الاستخدامات
يعد التصوير بالرنين المغناطيسي للقلب والأوعية الدموية تقنية مكملة لتقنيات التصوير الأخرى، مثل: تخطيط صدى القلب والتصوير المقطعي المحوسب للقلب والطب النووي. تلعب هذه التقنية دورًا رئيسيًا في المسارات التشخيصية والعلاجية المبنية على الأدلة في أمراض القلب والأوعية الدموية، ويُستخدم في تقييم: نقص تروية العضلة القلبية، واعتلال العضلة القلبية، والتهاب العضلة القلبية، وأمراض الأوعية الدموية، وأمراض القلب الخلقية. إنه المعيار المرجعي لتقييم بنية ووظيفة القلب، وهو ذو قيمة للتشخيص والتخطيط الجراحي لأمراض القلب الخلقية المعقدة.
يلعب دورًا في اكتشاف وتوصيف نقص تروية العضلة القلبية بحسب المرض المسبب. يسمح تعزيز الغادولينيوم المتأخر واستخدام زمن تي ون بتحديد الاحتشاء والتليف لتوصيف وتقييم اعتلال العضلة القلبية. يمكن إجراء تصوير الأوعية بالرنين المغناطيسي مع أو بدون وسيط، ويستخدم لتقييم التشوهات الخلقية أو المكتسبة في الشرايين التاجية والأوعية الكبيرة.
من بين العوائق التي تعترض تطبيقه على نطاق واسع الوصول المحدود إلى الماسحات الضوئية المجهزة بشكل مناسب، ونقص التقنيين والأطباء ذوي المهارات اللازمة بالإضافة إلى التكاليف المرتفعة نسبيًا وطرق التشخيص الأخرى المنافسة.

## عوامل الخطورة
لا يشكل التصوير بالرنين المغناطيسي للقلب أي مخاطر محددة مقارنة بالعلامات الأخرى للتصوير ويعتبر تقنية آمنة لتجنبه الإشعاع المؤين. يستخدم وسط التباين المعتمد على الغادولينيوم بشكل متكرر وقد ارتبط بحدوث بالتليف الجهازي كلوي المنشأ. عُرضت أدلة على ترسب الغادولينيوم داخل الجمجمة - على الرغم من عدم الإبلاغ عن وجود أية آثار عصبية. أُبلغ عن التأثيرات السمية الوراثية للتصوير بالرنين المغناطيسي للقلب في الجسم الحي وفي المختبر، ولكن لم تُكرر هذه النتائج من خلال دراسات أحدث.

## فيزياء التصوير
يستخدم التصوير بالرنين المغناطيسي للقلب نفس المبادئ الأساسية لتقنيات التصوير بالرنين المغناطيسي الأخرى من حيث التقاط الصور وإعادة بنائها. عادة ما يُجرى تصوير الجهاز القلبي الوعائي باستخدام تقنيات تخطيط القلب التقليدية. يُستخدم الزمن تي ون لتصوير التشريح والكشف عن الدهون داخل العضلة القلبية. كما طُوّر تي ون ليقيس تليف العضلة القلبية المنتشر.  يستخدم الزمن تي تو بشكل أساسي للكشف عن الوذمة القلبية التي قد تتطور نتيجة التهاب العضلة القلبية الحاد أو الاحتشاء. يستخدم التصوير التدرجات ثنائية القطب لتشفير السرعة في اتجاه معين ويستخدم لتقييم أمراض الصمامات وتحديد التحويلات الكمية.

## التقنيات
تشتمل دراسة التصوير بالرنين المغناطيسي للقلب عادةً على مجموعة من التسلسلات ضمن بروتوكولات مصممة خصيصًا للإشارة المحددة للاختبار. تبدأ الدراسة باستخدام أدوات تحديد المواقع للمساعدة في تخطيط الصور، ثم مجموعة ذات أثر رجعي لتقييم وظيفة البطينين في الاتجاهات القياسية. يُعطى وسيط التباين عن طريق الوريد لتقييم نضح العضلة القلبية. يمكن استخدام تصوير تباين الطور لتقدير كمية ارتجاع الصمامات وحجم التحويلة. قد تتضمن التسلسلات الإضافية التصوير بالزمنين تي ون وتي تو وتصوير الأوعية بالرنين المغناطيسي.

### تعزيز الغادولينيوم المتأخر
تُعطى عوامل التباين المعتمدة على الغادولينيوم عن طريق الوريد ويُجرى التصوير المتأخر بعد 10 دقائق على الأقل لتحقيق التباين الأمثل بين عضلة القلب الطبيعية والمحتشية. يُستخدم تسلسل استرداد الانعكاس (آي أر) لإلغاء الإشارة من عضلة القلب الطبيعية. يمكن تقييم جوى عضلة القلب من خلال درجة التعزيز عبر الجافية.

### التروية
يستخدم الأدينوزين كموسع للأوعية، عبر مستقبل إيه تو إيه، لزيادة الفرق في التروية بين مناطق العضلة القلبية التي توفرها الشرايين التاجية الطبيعية والمتضيقة. يُعطى التسريب المستمر في الوريد لبضع دقائق حتى تظهر علامات توسع الأوعية في الدورة الدموية ثم تُعطى جرعة من وسيط التباين أثناء الحصول على صور للقلب مع قراءة زمنية عالية الدقة. النتيجة الإيجابية تعني وجود عيب واضح في تروية العضلة القلبية. غالبًا ما يقتصر استخدام هذه الطريقة على المرضى الذين لا يستطيعون إجراء الاختبار السابق.

### التصوير بالرنين المغناطيسي للقلب عبر تقنية فور دي
يمكن تمديد التصوير من خلال تطبيق تدرجات حساسة في ثلاثة مستويات متعامدة ضمن حجم ثلاثي الأبعاد خلال الدورة القلبية. يشفر هذا التصوير رباعي الأبعاد سرعة تدفق الدم ما يتيح فرصة تصوير حركة السوائل باستخدام برنامج متخصص. تُستخدم هذه الطريقة في أمراض القلب الخلقية المعقدة وللبحث في خصائص تدفق القلب والأوعية الدموية - ومع ذلك فهي لا تُستخدم سريريًا بشكل روتيني بسبب المعالجة اللاحقة المعقدة ومدة التنفيذ الطويلة نسبيًا.